# Лончари (Усора)
Лончари је насељено мјесто у општини Усора, Босна и Херцеговина.

## Историја
До рата је ово насеље било у саставу општине Тешањ.

## Становништво
|             | 2013.      | 1991.        | 1981.        | 1971.        |
| Укупно      | 4 (100,0%) | 487 (100,0%) | 422 (100,0%) | 456 (100,0%) |
| Хрвати      | 4 (100,0%) | 474 (97,33%) | 417 (98,82%) | 454 (99,56%) |
| Срби        | –          | 6 (1,232%)   | 2 (0,474%)   | –            |
| Остали      | –          | 6 (1,232%)   | –            | 2 (0,439%)   |
| Југословени | –          | 1 (0,205%)   | 3 (0,711%)   | –            |